# Miagrammopes unguliformis
Miagrammopes unguliformis es una especie de araña araneomorfa del género Miagrammopes, familia Uloboridae. Fue descrita científicamente por Dong et al. en 2004.
Habita en China.